# Warm Springs (Georgia)

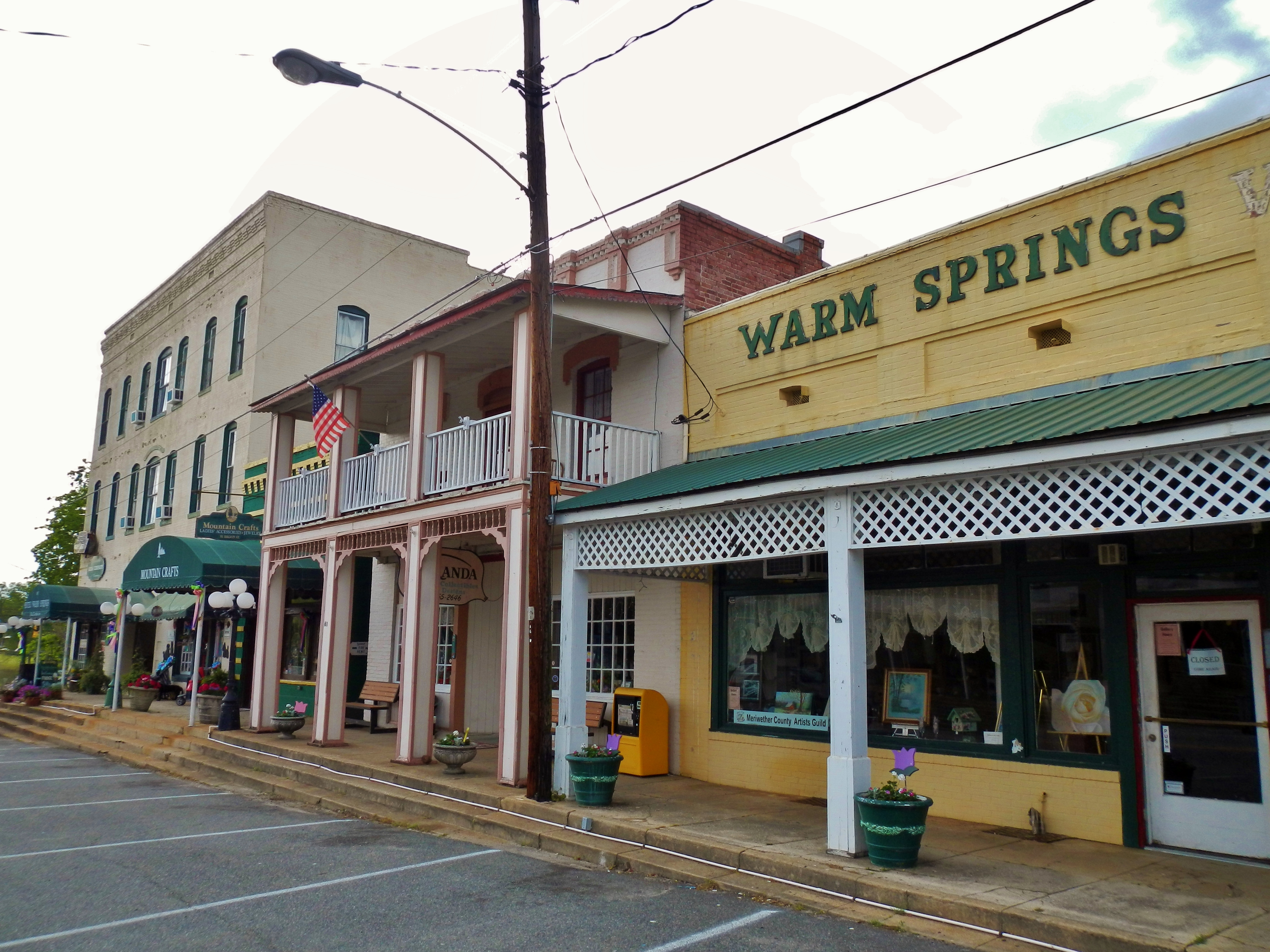
Foto van Broad Street in Warm Springs, Georgia

Warm Springs is een plaats (city) in de Amerikaanse staat Georgia, en valt bestuurlijk gezien onder Meriwether County.

## Demografie
Bij de volkstelling in 2000 werd het aantal inwoners vastgesteld op 485.
In 2006 is het aantal inwoners door het United States Census Bureau geschat op 475, een daling van 10 (-2,1%).

## Geografie
Volgens het United States Census Bureau beslaat de plaats een oppervlakte van
3,1 km², geheel bestaande uit land. Warm Springs ligt op ongeveer 286 m boven zeeniveau.

## Trivia
Warm Springs, Georgia is de plaats waar Franklin Delano Roosevelt stierf in 1945.

## Plaatsen in de nabije omgeving
De onderstaande figuur toont nabijgelegen plaatsen in een straal van 20 km rond Warm Springs.